# Subaru Impreza WRC
De Subaru Impreza WRC is een rallyauto, gebaseerd op de Subaru Impreza en ingedeeld in de World Rally Car-categorie, die door Subaru werd ingezet in het Wereldkampioenschap Rally, tussen het seizoen 1997 en 2008.